# Nor Khachakap
Nor Khachakap (en arménien Նոր Խաչակապ ) est une communauté rurale du marz de Lorri en Arménie. En 2008, elle compte 675 habitants.